# Île Tariec
Die Île Tariec ist eine Gezeiteninsel (französisch Île-de-marée) vor der Küste der Presqu’ile Ste-Marguerite in der Nähe von Landéda im Département Finistère in der Bretagne in Frankreich.
Die Insel wurde 1876 während eines schweren Sturms geteilt, daher auch (französisch Îles Tariec). Auf dem Teil der Insel, der am nächsten zum Festland liegt, liegen die Überreste einer Einsiedelei aus dem 12. Jahrhundert. Die Insel wurde in der Vergangenheit verwendet, um Kranke aufzunehmen, die unter Pest und Cholera litten.
Auf der seewärtigen Inselhälfte befinden sich ein etwa 2 Meter hoher grasüberwachsener Cairn von 15 m Durchmesser und ein etwa einen Meter hoher, spitzer Menhir.
Auf der "Île Beg Hamon" der östlichen Nachbarinsel befinden sich der Tumulus auf der Île Beg Hamon, ein etwa 2 Meter hoher Cairn.